# Die Hündin und ihre Freundin

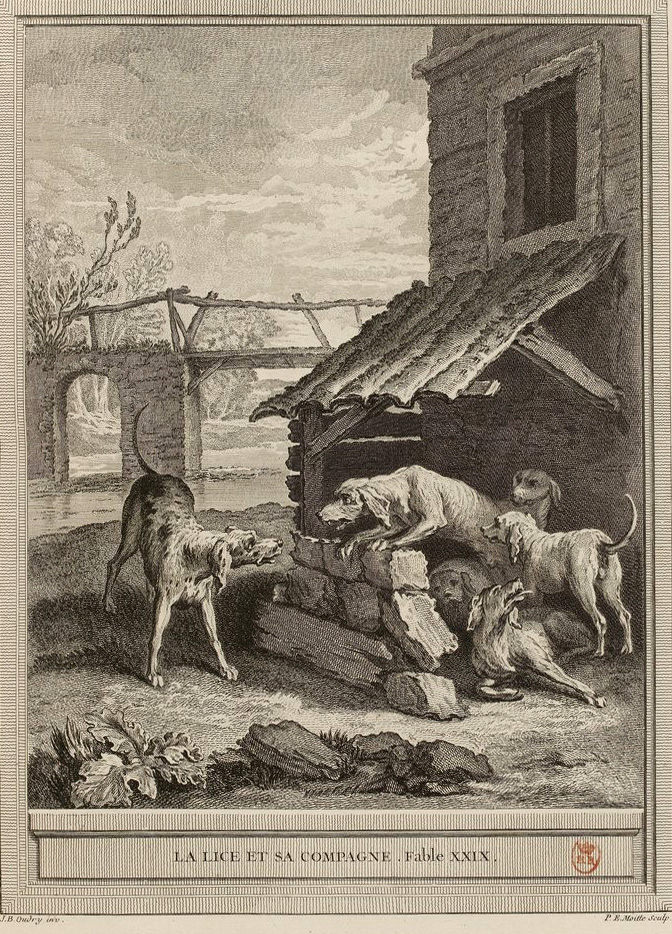
La lice et sa compagne

Die Hündin und ihre Freundin (französisch: La Lice et sa Compagne) ist die siebte Fabel im zweiten Buch der Fabelsammlung des französischen Dichters Jean de La Fontaine (1621–1695). Der Fabulist, dessen Fabeln sich fast alle an Erwachsene richten, erzählt von einer trächtigen Hündin, die eine Gefährtin bittet, ihre Hütte zur Verfügung zu stellen, bis sie ihre Welpen zur Welt gebracht hat. Die andere Hündin willigt ein und überlässt der Trächtigen ihr Haus. Als die Welpen zur Welt gekommen sind, will die Eigentümerin ihre Hütte zurückhaben. Die Mutter bittet um einen Aufschub, bis ihre Neugeborenen etwas größer seien, was die Gastgeberin akzeptiert. Nach einiger Zeit bittet sie die Gäste erneut, auszuziehen, doch ihre Freundin entgegnet zähnefletschend, dass sie nur dann gehe, wenn die andere sich traue, sie und ihre inzwischen kräftigen Kinder rauszuwerfen.

## Interpretation
Zunächst liefert der Apolog scheinbar die eindeutige Moral: Was man den Bösen gibt, ist immer ein Grund zum Bereuen. Jedoch deutet die Ungenauigkeit, mit der die Hündin sich ausdrückt ("au bout de quelque temps" nach einiger Zeit oder "une quinzaine" in etwa zwei Wochen bzw. "pour faire court" in Kürze) darauf hin, dass sie nicht völlig böse ist, da der Abschluss eines Vertrags zwischen den Hündinnen ein Element der Unsicherheit darstellt. Das spezifische semantische Wortspiel erhöht ebenfalls die Möglichkeit, dass die Freundin missverstanden wird. Das Wort "terme" ([Zahlungs-]Termin) spielt sowohl auf die Schwangerschaft als auch auf eine zeitliche Begrenzung an, während "prête" (startbereit) sowohl Bereitschaft als auch den Akt der Kreditvergabe bezeichnet. Der Erzähler verwendet zur Beschreibung der Handlungen der trächtigen Hündin den Begriff "s'enferme" mit doppelter Bedeutung: Sie schließt sich in die Hütte ein, sowohl um zu gebären als auch um sich gegen Angriffe zu schützen. Angesichts dieser Zweideutigkeiten ist die missliche Lage der Gefährtin nicht wirklich daraus entstanden, dass sie bösen Personen vertraut hat – wie es die Moral der Fabel nahelegt –, sondern weil sie die Vereinbarung schlecht interpretiert und das Kleingedruckte nicht gelesen hat.